# Laugh-O-Gram Studio
O Laugh-O-Gram Studio (ou Laugh-O-Gram Films) foi o primeiro estúdio de animação fundado em 1922 por Walt Disney na cidade de Kansas City, Missouri, quando o mesmo tinha 21 anos. A companhia e as suas produções intituladas de Laugh-O-Grams marcaram a primeira tentativa de Walt na indústria cinematográfica, em particular das animações. Estabelecido longe da então capital das animações, Nova Iorque, e da crescente metrópole do cinema, Hollywood. Na época, Walt ainda era inexperiente na gestão de negócios, estando cercado de futuros grandes nomes da animação – como Ub Iwerks, Hugh Harman, Rudolf Ising, Carman Maxwell e Friz Freleng. O estúdio vai à falência um ano após a sua fundação, após dificuldades financeiras.

## História
Em 1921, Walt Disney foi contratado por Milton Feld para animar doze desenhos animados, que ele chamou de Laugh-O-grams Films de Newman. Em 23 de maio de 1922, quando Walt tinha apenas 20 anos de idade, a Laugh-O-gram Films (LOGF) foi incorporada pela Disney usando os ativos remanescentes dos extintos Artistas Comerciais Iwerks-Disney de investidores locais. A LOGF produziu nove dos 12 filmes solicitados com pouca renda. Mas encorajado pela popularidade de seus curtas no teatro, e inspirado por Aesop's Fables, de Terrytoons, Walt decidiu que queria fazer suas próprias versões animadas de contos de fadas também, e investiu seis meses em sua primeira tentativa em Chapeuzinho Vermelho.
Entre os funcionários da Disney na série estavam vários pioneiros da animação: Ub Iwerks, Hugh Harman, Friz Freleng e Carman Maxwell. A empresa tinha problemas para sobreviver: no final de 1922, Disney morava no escritório e tomava banho uma vez por semana na Union Station.
Durante a permanência do gerente de vendas do estúdio Leslie Mace em Nova York, onde procurava distribuidores, ele acabou assinando um contrato para seis curtas de animação com a Pictorial Clubs do Tennessee, em 16 de setembro de 1922. A Pictorial concordou em pagar US $ 11 mil pelos desenhos animados, que deveriam ser exibidos em escolas e outros locais não teatrais, mas pagaram apenas US $ 100 adiantados. O restante do pagamento teria que esperar até 1º de janeiro de 1924, quando todos os shorts foram entregues. Quando a Pictorial faliu apenas alguns meses depois, o estúdio nunca recebeu o restante do pagamento e seus problemas financeiros ficaram ainda mais sérios, e a equipe acabou saindo. Mas quando o dentista local de Kansas City, Thomas B. McCrum, do Deener Dental Institute, contatou a Disney e ofereceu-lhe o trabalho de produzir um pequeno assunto sobre higiene dental destinado ao sistema escolar de Missouri, ele reuniu alguns de seus funcionários novamente e fez Tooth Tommy Tucker, recebendo $ 500 pelo trabalho. Em vez de pagar seus credores, o dinheiro foi investido no filme de demonstração de animação ao vivo Alice's Wonderland, estrelado pela jovem Virginia Davis. Walt notou o quão popular era a série Out of the Inkwell dos estúdios Fleischer, que tinha personagens animados interagindo com o mundo real. Ao inverter esse truque e usar um personagem da vida real em um universo de desenho animado, ele esperava um sucesso. O contrato de Virginia Davis com Laugh-O-gram foi assinado por seus pais em 23 de abril de 1923, com o termo dando a ela 5% dos recibos do filme Alice's Wonderland. À procura de um distribuidor para Alice's Wonderland em 14 de maio, a Disney escreveu para Margaret Winkler, distribuidora de filmes de Nova York.
Depois de terminar as edições do Alice's Wonderland, o estúdio entrou com pedido de falência do Capítulo 11 em julho de 1923. Disney fez um pouco de dinheiro final ao filmar um filme de uma menina de seis meses chamada Kathalee Viley e vendendo sua câmera de cinema, ganhando dinheiro suficiente para uma passagem de trem de ida, mudando-se para Hollywood, Califórnia; ele trouxe um rolo inacabado de Alice's Wonderland.
O síndico da falência conseguiu forçar a antiga distribuidora e devedora da LOGF, a Pictorial Films, a pagar os agentes da LOGF, concordando que a Pictorial poderia exercer seus direitos de distribuição contratual para obras da LOGF e comprar vários filmes da LOGF: The Four Musicians de Bremen, Jack, o assassino gigante, a série Lafflets e Alice's Wonderland.

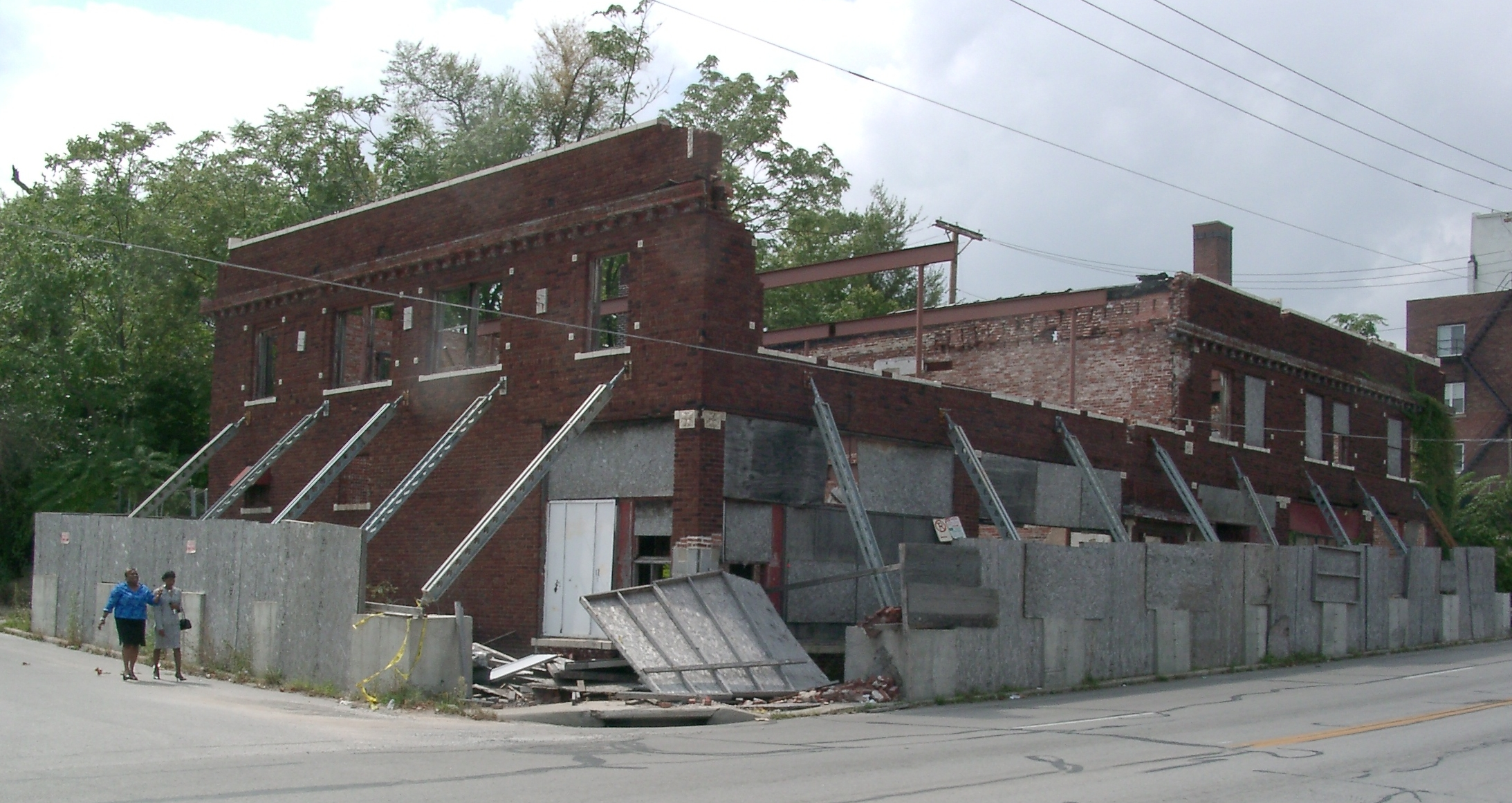
Laugh-O-gram Studio em 2004

O prédio do estúdio ficou arruinado com o abandono, e esforços foram feitos para restaurá-lo por um grupo sem fins lucrativos chamado "Thank You, Walt Disney". A família Disney prometeu US $ 450.000 em fundos equivalentes para as outras recordações da Disney e contar a história da vida de Walt Disney em Kansas City, uma casa de cinema (para exibir Laugh-O-grams original e restaurada) e um centro de educação para adultos e crianças sobre animação e como fazer suas próprias animações) dentro do prédio.

## Inspiração para Mickey Mouse
Disney disse aos entrevistadores mais tarde que ele estava inspirado a desenhar Mickey com um rato doméstico em sua mesa no Laugh-O-gram Studio em Kansas City, Missouri .
| " | Eles costumavam lutar por pequenos pedaços de queijo no meu cesto de lixo quando eu trabalhava sozinho tarde da noite. Eu as tirei e guardei em gaiolas de arame na minha mesa. Eu gostei particularmente de um rato marrom. Ele era um cara tímido. Tocando-o no nariz com o meu lápis, eu o treinei para correr dentro de um círculo preto que desenhei na minha prancheta. Quando saí de Kansas City para tentar a sorte em Hollywood, odiei deixá-lo para trás. Então eu cuidadosamente o levei para um quintal, certificando-me de que era uma boa vizinhança, e o pequeno companheiro manso fugiu para a liberdade. | " |

Em 1928, durante uma viagem de trem para Nova York, ele mostrou o desenho para sua esposa Lillian Marie Bounds e disse que ia chamá-lo de "Mortimer Mouse". Ela respondeu que o nome soava "muito pomposo" e sugeriu Mickey Mouse.

## Filmografia
Dos sete contos de fadas originais de Laugh-O-grams, quatro são conhecidos por terem sobrevivido, e foram restaurados para DVD: Chapeuzinho Vermelho (1922), Os Quatro Músicos de Bremen (1922), Gato de Botas (1922) e Cinderela (1922). Estes curtas mais tarde tornaram-se disponíveis em Blu-ray como bônus para Disney's Beauty and the Beast. Tommy Tucker's Tooth (1922), e Alice's Wonderland (1923) também estão disponíveis em DVD, e Alice's Wonderland acabou se tornando um recurso bônus para a edição de 60 anos do Blu-ray de Alice no País das Maravilhas. A peça original de animação conhecida como Newman Laugh-O-grams (originalmente lançada nos cinemas em 20 de março de 1921) está disponível em alguns DVDs. Devido à data de publicação, todos os 11 curtas produzidos pelo estúdio caíram no domínio público.  
Os desenhos animados de contos de fadas que faltavam eram Jack and the Beanstalk; Jack, o Assassino Gigante e Goldie Locks e os Três Ursos (todos de 1922). Em 14 de outubro de 2010, o historiador de animação David Gerstein anunciou que cópias de todos os três haviam sido encontradas. Por muitos anos os dois cartuns de Jack foram considerados como um, até que o pesquisador John Kenworthy localizou folhas originais do estúdio, confirmando que eram curtas separados.